# Cheilotrichia poiensis
Cheilotrichia poiensis är en tvåvingeart som först beskrevs av Edwards 1926.  Cheilotrichia poiensis ingår i släktet Cheilotrichia och familjen småharkrankar. Inga underarter finns listade i Catalogue of Life.